# Cheiloxenia obesa
Cheiloxenia obesa är en tvåvingeart som beskrevs av Delachambre 1966. Cheiloxenia obesa ingår i släktet Cheiloxenia och familjen puckelflugor.
Artens utbredningsområde är Elfenbenskusten. Inga underarter finns listade i Catalogue of Life.